# Lycianthes saltensis
Lycianthes saltensis är en potatisväxtart som beskrevs av Friedrich August Georg Bitter. Lycianthes saltensis ingår i Himmelsögonsläktet som ingår i familjen potatisväxter. Inga underarter finns listade i Catalogue of Life.